# 기영
기영(耆英, ᡣᡞ ᠶᡝᠩ Kiyeng, 1787년 3월 21일 - 1858년 6월 29일)은 청나라 말기의 인물이다. 가문은 ‘애신각라’로 알려진 황족인 아이신 교로 하라 씨이다.

## 생애
아편 전쟁에서 청나라가 열세에 빠지면서, 도광제의 명으로 평화 협상에 임했다. 1842년 청나라 전권대사로 난징조약을 체결했다. 이후에도 굴욕적이고, 불평등한 오항통상장정(五港通商章程), 후먼 조약(虎門条約)을 체결하고, 미국과도 왕샤 조약을, 프랑스와는 황푸 조약을 각각 체결했다.
제2차 아편 전쟁 때는 대영 교섭이 꼬이는 가운데 책임을 물어 1858년 베이징에서 자살했다.

## 같이 보기
- 임칙서
- 난징조약